# Aura (Finlandia)
Aura – gmina w Finlandii w regionie Varsinais-Suomi. Utworzona w 1917 roku z części gmin Lieto i Pöytyä. Populacja wynosi 3913 osób. Zajmuje powierzchnię 95,57 km², z czego 0,59 km² stanowi woda.
Nazwa gminy pochodzi od rzeki Aurajoki.
Na terenie gminy znajdują się następujące wsie: Hypöinen, Järvenoja, Järykselä, Karviainen, Kinnola, Kuuskoski, Käetty, Lahto, Laukkaniitty, Leikola, Leinakkala, Leppäkoski, Pitkäniitty, Prunkkala, Seppälä, Simola oraz Viilala.

## Sąsiadujące gminy
- Lieto
- Pöytyä
- Rusko
- Tarvasjoki
- Turku